# Dušan Milović
Dušan Milović (en serbe cyrillique : Душан Миловић ; né le 28 mars 1925 à Nova Varoš, mort le 15 août 2018 au Canada) est un ingénieur civil et un mécanicien des sols serbe. Il était membre de l'Académie serbe des sciences et des arts et membre de la Section de Novi Sad de l'Académie serbe des sciences et des arts.

## Biographie
Né à Nova Varoš, Dušan Milović termine ses études élémentaires à Niš et ses études secondaires à Belgrade. En 1954, il est diplômé de la Faculté de génie civil de l'université de Belgrade avec un mémoire sur les ponts en béton. En 1959, il soutient une thèse sur les Propriétés techniques des sols de lœss en Yougoslavie, ce qui lui vaut d'obtenir le premier PHD dans le domaine de la mécanique des sols en Serbie.
De 1959 à 1966, Dušan Milović travaille à l'Institut serbe d'expérimentation des matériaux et au département de mécanique des sols et des fondations à Belgrade. De 1966 à 1971, il travaille à l'université de Sherbrooke, dans la province de Québec au Canada, où il exerce les fonctions de professeur invité, de professeur associé, de chef du département de mécanique des sols et des techniques de fondation ; en 1969, il est élu professeur de plein droit.
Entre 1971 et 1980, à son retour du Canada, il travaille en tant que conseiller à l'Institut de génie civil de Voïvodine à Subotica et devient professeur de plein à la Faculté de génie civil, récemment ouverte dans cette ville. De 1980 à 1992, il est professeur à l'Institut de construction industrielle de la Faculté de sciences techniques de l'université de Novi Sad. Il prend sa retraite en 1992.
En 1981, Dušan Milović a été élu membre correspondant de l'Académie des sciences et des arts de Voïvodine et, en 1987, membre de plein droit de cette académie. En 1991, il a été élu membre de plein droit de l'Académie serbe des sciences et des arts,.
Il parlait anglais et français et avait de bonnes connaissances en allemand.

## Quelques travaux
- Stresses and displacements due to rectangular load in a layer of finite thickness, in : Soils and foundations, 1971, avec Jean-Pierre Tournier.
- Rezultati terenskih ispitivanja armiranog tla, 1981.
- O nekim efektima mehaničke poremećenosti uzoraka tla, 1981.
- Problemi fundiranja na lesnom tlu, 1987  (ISBN 86-811-2504-4), avec Paula Putanov.
- Stress deformation properties of macroporous loess soils, in : Engineering geology  (ISSN 0013-7952), Jg. 25.1988, S. 283-302
- Mehanika tla i problemi stabilnosti objekata, 1992.
- Stresses and displacements for shallow foundations, 1992  (ISBN 0-444-88349-5).
- Greške u fundiranju, 2005  (ISBN 86-85211-31-X), avec Mitar Đogo.
- Problemi interakcije tlo - temelj - konstrukcija, 2009  (ISBN 978-86-81125-74-8), avec Mitar Đogo.